# أوريليا فيرير
أوريليا فيرير (بالإسبانية: Aurelia Ferrer)‏ هي ممثلة أرجنتينية، ولدت في 1880، وتوفيت في 1963.

## وصلات خارجية
- أوريليا فيرير على موقع IMDb (الإنجليزية)